# NGC 2688
NGC 2688 est une lointaine galaxie spirale située dans la constellation de la Grande Ourse. NGC 2688 a été découverte par l'astronome irlandais R. J. Mitchell en 1858.

## Caractéristiques
Sa vitesse par rapport au fond diffus cosmologique est de 15 765 ± 12 km/s, ce qui correspond à une distance de Hubble de 233 ± 16 Mpc (∼760 millions d'al).
Wolfgang Steinicke et le professeur Seligman classent cette galaxie comme une galaxie lenticulaire, mais la photo prise par l'étude SDSS montre clairement la présence de bras spiraux. Aussi la classification Sb indiquée sur la base de données NASA/IPAC semble plus juste.